# Acanthocladium dockeri
Acanthocladium dockeri  F.Muell., 1861 è una specie di pianta angiosperma dicotiledone della famiglia delle Asteraceae (sottofamiglia Asteroideae, tribù Gnaphalieae e sottotribù Gnaphaliinae).  Acanthocladium dockeri è anche l'unica specie del genere  Acanthocladium  F.Muell., 1861.

## Etimologia
Il nome generico deriva da due parole greche "acantha" (= spina) e "kladion" (= piccolo ramo, ramoscello); i rami di questa pianta terminano in una spina. L'epiteto specifico (dockeri) è stato dato in onore del reverendo Jos. Docker.
Il nome scientifico della specie è stato definito dal botanico Ferdinand Jacob Heinrich von Mueller (1825-1896) nella pubblicazione "Fragmenta Phytographiae Australiae... Melbourne" (Fragm. (Mueller) 2(16): 156) del 1861. Il nome scientifico del genere è stato definito nella stessa pubblicazione.

## Descrizione
Portamento. Acanthocladium dockeri ha un habitus di tipo erbaceo arbustivo spinoso. I cauli di queste piante sono provvisti del floema, ma non di canali resiniferi; mentre i sesquiterpeni lattoni sono normalmente assenti (piante senza lattice).
Fusto. La parte aerea in genere è eretta, semplice o ramosa (all'apice dei rami sono presente delle spine). Le superfici sono lanoso-tomentose. La parte ipogea consiste in un rizoma legnoso.
Foglie. Le foglie in sono disposte in modo alternato e sono quasi sempre sessili. La lamina è intera e piatta con forme da ellittiche a oblanceolate; i margini sono continui a volte revoluti. La superficie è tomentosa o lanosa su entrambe le superfici. Dimensioni delle foglie: 2 - 4 x 7 – 12 mm.
Infiorescenza. Le sinflorescenze sono composte da capolini solitari. Le infiorescenze vere e proprie sono formate da un capolino terminale, brevemente peduncolato, di tipo disciforme (con fiori eterogami). I capolini sono formati da un involucro, con forme da cilindriche a campanulate, composto da diverse brattee, al cui interno un ricettacolo fa da base ai fiori. Le brattee, da ovate (esterne) a lineari-lanceolate (interne), densamente tomentose all'esterno, ma con margini e apici glabri, a consistenza cartacea e colorate di bruno, sono disposte in modo più o meno embricato su più serie e possono essere connate alla base (strati di stereoma indiviso);  talora possono avere un margine ialino. Il ricettacolo è senza pagliette a protezione della base dei fiori (raramente quest'ultime sono presenti); la forma è piatta. Dimensione dei capolini: 5 – 8 mm (diametro) x 8 – 10 mm (lunghezza).
Fiori.  I fiori sono tetra-ciclici (formati cioè da 4 verticilli: calice – corolla – androceo – gineceo) e pentameri (calice e corolla formati da 5 elementi). Sono inoltre tubulosi, attinomorfi e si distinguono in:
- fiori del disco esterni: sono molti e sono femminili e filiformi;
- fiori del disco centrali: sono pochi e sono ermafroditi; la forma è tubulare.

In questo gruppo di piante i fiori radiati (ligulati o del raggio) sono assenti; a volte sono confusi con i fiori femminili (tubulosi) del disco esterno più o meno sub-zigomorfi con un lembo piatto e possono essere interpretati come fiori del raggio.
- Formula fiorale:

*/x K {\displaystyle \infty }, [C (5), A (5)], G 2 (infero), achenio
- Calice: i sepali del calice sono ridotti ad una coroncina di squame.
- Corolla: la forma della corolla normalmente è tubolare con 5 lobi (raramente 4); i lobi hanno una forma deltata o più o meno lanceolata. I colori della corolla sono giallo e varietà.
- Androceo: l'androceo è formato da 5 stami sorretti da filamenti generalmente liberi; gli stami sono connati e formano un manicotto circondante lo stilo; le teche (produttrici del polline) sono prive di sperone, ma hanno la coda (una sola); le appendici apicali delle antere hanno delle forme piatte; il tessuto endoteciale (rivestimento interno dell'antera) è quasi sempre polarizzato (con due superfici distinte: una verso l'esterno e una verso l'interno). Il polline è di tipo echinato (con punte sporgenti) a forma sferica; è formato inoltre da due strati di ectesine, mentre lo strato basale è spesso e regolarmente perforato (tipo “gnafaloide”).[9]
- Gineceo: l'ovario è infero uniloculare formato da 2 carpelli. Lo stilo (il recettore del polline) è intero o biforcato, con due stigmi nella parte apicale. Gli stigmi hanno una forma troncata; possono essere ricoperti da minute papille o avere dei penicilli apicali. Le superfici stigmatiche sono separate.[9]

Frutti. I frutti sono degli acheni con pappo. Gli acheni sono piccoli, a forma variabile da oblunga a obovoidale; la superficie può essere ricoperta di tricomi doppi e globosi; il pericarpo può essere percorso longitudinalmente da alcuni fasci vascolari. Il pappo è formato da 80 - 90 setole capillari (scabre o barbate) connate a gruppi.

## Biologia
Impollinazione: l'impollinazione avviene tramite insetti (impollinazione entomogama tramite farfalle diurne e notturne).

Riproduzione: la fecondazione avviene fondamentalmente tramite l'impollinazione dei fiori (vedi sopra).

Dispersione: i semi (gli acheni) cadendo a terra sono successivamente dispersi soprattutto da insetti tipo formiche (disseminazione mirmecoria). In questo tipo di piante avviene anche un altro tipo di dispersione: zoocoria. Infatti gli uncini delle brattee dell'involucro (se presenti) si agganciano ai peli degli animali di passaggio disperdendo così anche su lunghe distanze i semi della pianta. Inoltre per merito del pappo il vento può trasportare i semi anche a distanza di alcuni chilometri (disseminazione anemocora).

## Distribuzione e habitat
Acanthocladium dockeri è distribuita in Australia.

## Tassonomia
La famiglia di appartenenza Acanthocladium dockeri (Asteraceae o Compositae, nomen conservandum) probabilmente originaria del Sud America, è la più numerosa del mondo vegetale, comprende oltre 23.000 specie distribuite su 1.535 generi, oppure 22.750 specie e 1.530 generi secondo altre fonti (una delle checklist più aggiornata elenca fino a 1.679 generi). La famiglia attualmente (2021) è divisa in 16 sottofamiglie; la sottofamiglia Asteroideae è una di queste e rappresenta l'evoluzione più recente di tutta la famiglia.

### Filogenesi
Il genere della specie Acanthocladium dockeri è descritto nella tribù Gnaphalieae, una delle 21 tribù della sottofamiglia Asteroideae. Da un punto di vista filogenetico, la tribù Gnaphalieae fa parte del supergruppo (o sottofamiglia) "Asteroideae grade"; l'altro è il supergruppo "Non-Asteroideae" contenente il resto delle sottofamiglie delle Asteraceae. All'interno del supergruppo è vicina alle tribù Senecioneae, Calenduleae, Astereae e Anthemideae.
La sottotribù Gnaphaliinae è caratterizzata da portamenti di vario tipo con specie ginomonoiche e monoiche, da foglie con margini interi, da capolini disciformi omogami o eterogami e raramente radiati (o subradiati), dallo stilo con rami troncati e superfici stigmatiche separate apicalmente, da acheni glabri o con tricomi allungati e pappo ridotto.
Il genere Acanthocladium della specie Acanthocladium dockeri appartiene al gruppo Australasian clade, un gruppo informale monofiletico della sottotribù Gnaphaliinae diviso in quattro sottocladi: Angianthus (specie effimere dell'Australia occidentale), Waitzia (specie perenni dell'Australia orientale), Cassinia (specie con portamento arbustivo) e Euchiton (specie perenni simili a piante lanose e alpine). Il genere Acanthocladium dockeri appartiene al clade Cassinia. In particolare  Acanthocladium dockeri è posizionato nel subclade "Cassinia 1" che insieme al clade Euchiton forma un "gruppo fratello"..
I caratteri distintivi della specie Acanthocladium dockeri sono:
- i rami terminano in una spina;
- i peli dei bracci dello stilo sono solamente in posizione apicale.

### Sinonimi
Sono elencati alcuni sinonimi per questa entità:
- Helichrysum dockeri (F.Muell.) Benth.